# Чудо-Михайловский собор (Новозыбков)
Храм Чуда Архистратига Михаила в Хонех (Чудо-Михайловский храм) — православный храм в городе Новозыбкове Брянской области. Относится к Клинцовской епархии Русской православной церкви.

## История
В XIX веке абсолютное большинство населения Новозыбкова составляли старообрядцы, и несмотря на то, что в городе было три единоверческих храма, которые пребывали в общении с официальной церковью, православные (так называемые «никониане») были приписаны к приходу Людковской церкви Рождества Пресвятой Богородицы.
В 1860 году Черниговское епархиальное начальство создало в городе комитет по сбору средств на строительство нового православного храма, который возглавил купец Михаил Уманец. Пожертвованиями удалось собрать всего 2000 рублей, поэтому купец и его жена вложили в строительство 30 000 рублей серебром своих собственных денег. В 1867 году храм был заложен. Его освящение состоялось 16 февраля 1896 года, но строительные работы продолжались вплоть до 1898 года.
В 1937 году храм закрыли, но уже через несколько лет, во время немецкой оккупации, он вновь был открыт и больше не закрывался. В конце 1950-х годов в храме проведены реставрационные работы. В 1982—1983 годах собор расписали внутри. С 1996 года действует детская воскресная школа.

## Архитектура
Храм крестообразный, с короткими прямоугольными рукавами. Восточный рукав дополнен полукруглой алтарной апсидой. Основной объём храма увенчан восьмериком с гранёным куполом и главкой. В декоре прослеживаются древнерусские архитектурные мотивы. Храм соединён переходом с трёхъярусной колокольней. Прихрамовая территория, общей площадью 6946 м², обнесена старинной кованой оградой на каменном основании.